# BC Inside '82
BC Inside '82 (voluit Badminclub Inside '82) is een badmintonvereniging uit Baarn. 
Na de oprichting in 1982 werd gepeeld in de sportzaal van het Baarnsch Lyceum. Later werd deze locatie ingeruild voor Racketcentrum "de Geeren", de recreanten spelen tevens in Sporthal De Trits. De club speelt met twee teams in de vierde divisie (2013). Het clubblad van de vereniging is 'Shuttlecock'.
Het eerste standaardteam bij de heren speelt bij de Bond in de 3e divisie.